# Крітеріум Дофіне
Крітеріум дю Дофіне (фр. Critérium du Dauphiné, раніше Critérium du Dauphiné Libéré) — щорічна шосейна велогонка, що складається з восьми етапів, що проходять у Дофіне, регіон Франції. Організовується газетою Dauphiné Libéré. Поряд із Туром Швейцарії Крітеріум ду Дофіне проходить у червні і є важливою гонкою-репетицією перед Тур де Франс.
Оскільки Дофіне регіон, де переважають гори, переможцями гонки часто стають гірські фахівці. Найвідоміші гірські вершини Дофіне, такі як Мон-Ванту та Коль-дю-Галібье, часто з'являються і на Тур де Франс.
Перша гонка Dauphiné Libéré пройшла в 1947, переможцем якої став Едвард Клябіньський (відомий також як Едуар Клабінскі) з Польщі. Рекордсменами за кількістю перемог на перегонах є Нелло Лауреді, Луїс Оканья, Шарль Мотте і Бернар Іно, їм вдавалося перемогти по 3 рази. Також усі велогонщики, які перемагали на Тур де Франс 5 або більше разів, обов'язково хоча б одного разу перемагали на Крітеріум ду Дофіне.
Часом розглядається як тренувальна перед Тур де Франс, оскільки деякі етапи збігаються та проходять у Франції.

## Переможці
- 1947:  Едвард Клябіньський
- 1948:  Едуард Флахлайтнер
- 1949:  Люсьєн Лазарідес
- 1950:  Нелло Лореді
- 1951:  Нелло Лореді (2)
- 1952:  Жан Дотто
- 1953:  Нелло Лореді (3)
- 1954:  Люсьєн Тіссір
- 1955:  Луїзон Бобе
- 1956:  Алекс Клозе
- 1957:  Марсель Рорбах
- 1958:  Луї Ростойан
- 1959:  Анрі Англад
- 1960:  Жан Дотто (2)
- 1961:  Брайан Робінсон
- 1962:  Раймон Мастротто
- 1963:  Жак Анкетіль
- 1964:  Валентин УРІОН
- 1965:  Жак Анкетіль (2)
- 1966:  Раймон Пулідор
- 1969:  Раймон Пулідор (2)
- 1970:  Луїс Оканья
- 1971:  Едді Меркс
- 1972:  Луїс Оканья (2)
- 1973:  Луїс Оканья (3)
- 1974:  Ален Санті
- 1975:  Бернар Тьєвене
- 1976:  Бернар Тьєвене (2)
- 1977:  Бернар Іно
- 1978:  Мішель Пойєнтьє
- 1979:  Бернар Іно (2)
- 1980:  Йохан ван дер Вельде
- 1981:  Бернар Іно (3)
- 1982:  Мішель Лоран
- 1983:  Грег Лемонд
- 1984:  Мартін Рамірес
- 1985:  Філ Андерсон
- 1986:  Урс Ціммерманн
- 1987:  Шарль Мотте
- 1988:  Луїс Еррера
- 1989:  Шарль Мотте (2)
- 1990:  Роберт Міллар
- 1991:  Луїс Еррера (2)
- 1992:  Шарль Мотте (3)
- 1993:  Лоран Дюфо
- 1994:  Лоран Дюфо (2)
- 1995:  Мігель Індурайн
- 1996:  Мігель Індурайн (2)
- 1997:  Удо Бельтс
- 1998:  Арман Де Лас Куевас
- 1999:  Олександр Винокуров
- 2000:  Тайлер Хемілтон
- 2001:  Крістоф Моро
- 2002:  Ленс Армстронг
- 2003:  Ленс Армстронг (2)
- 2004:  Ібан Майо
- 2005:  Іньїго Ландалузе
- 2006:  Леві Лейфеймер
- 2007:  Крістоф Моро (2)
- 2008:  Алехандро Вальверде
- 2009:  Алехандро Вальверде (2)
- 2010:  Янез Брайковіч
- 2011:  Бредлі Віґґінз
- 2012:  Бредлі Віґґінз (2)
- 2013:  Кріс Фрум
- 2014:  Ендрю Таланскі
- 2015:  Кріс Фрум (2)